# Дом работников НКВД на Смоленской площади
Дом рабо́тников НКВД на Смоле́нской пло́щади — жилой дом в Москве, построенный в 1939—1956 годах по проекту архитектора Ивана Жолтовского, с 2008 года является объектом культурного наследия регионального значения. На первом этаже здания расположена Центральная библиотека № 3 имени Добролюбова.

## История

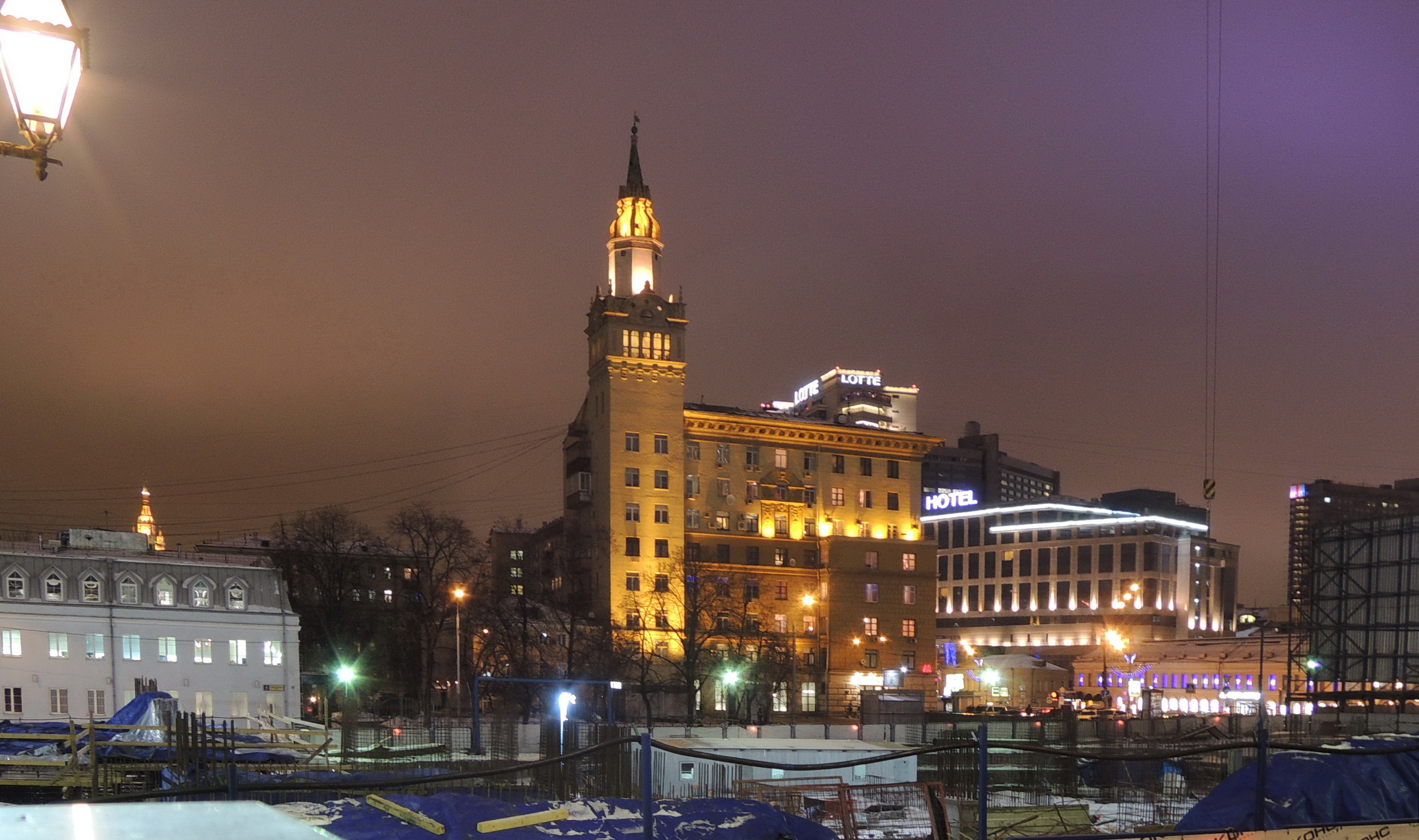
Дом в 2010 году

Строительство дома для Совета народных комиссаров СССР архитектор Иван Жолтовский начал в 1939 году. Работы были прерваны Великой Отечественной войной, завершить постройку удалось только в 1951 году.
Восьмиэтажное здание выполнено в парадном стиле сталинской архитектуры. Дом с пристроенной башней спроектирован асимметричным, близким по стилю итальянским палаццо. Художественный строй подчинён единой динамике, близкой мотивам Кватроченто. Так, пространства между декоративными наличниками, обрамляющими окна шестого и седьмого этажей, уменьшаются по мере приближения к башне, увенчанной шпилем в стиле сталинского ампира. А массивный карниз дома на последней трети фасада заменяется более лёгким, имитирующем деревянный. В центре фасада, обращённого на Садовое кольцо, расположена проездная арка. В похожем стиле Жолтовский создал ещё три дома в Москве — на Ленинском проспекте, на проспекте Мира и в Рижском проезде. В торце постройки в 1953 году был обустроен вестибюль станции метро «Смоленская», вход в которую подчеркивает портал.
Подъезды дома расписал художник Василий Александрович Миняев. Вестибюли по проекту Жолтовского были задуманы как помещения, оформленные большими люстрами, коврами, с мебелью и каминами. Потолки в них стилизованы под красное дерево, а медальоны в дверных порталах имитируют мрамор и гранит. Квартиры в доме расположены по обеим сторонам коридора. Все жилые помещения по задумке архитектора с помощью раздвижных стеклянных перегородок, устроенных вместо стен, могли становиться единым пространством. Квартиры предоставлялись сотрудникам НКВД и советским чиновникам, за что здание в народе называли «дом НКВД», а из-за особенностей строения — «дом с башенкой». Среди известных жильцов дома — футболисты Всеволод Блинков и Василий Трофимов, легкоатлет Александр Пугачёвский, инженер-проектировщик автодорог Александр Кубасов.
В 2000-е годы были отреставрированы фасады и въездная арка. В мае-ноябре 2022 года дом полностью отреставрирован. На 2019 год на первом этаже расположена Центральная библиотека имени Добролюбова, отделение почты и другие организации, а в подвале находится подземная автостоянка. 